# Psilocybe bohemica
Espèce
Psilocybe  bohemica est une espèce de champignons basidiomycètes de la famille des Strophariaceae (ordre des Agaricales).
Ce champignon est toxique et provoque des hallucinations en raison de sa teneur en certains alcaloïdes (psilocybine, psilocine et traces de baéocystine).

## Description
Souvent de petite taille, marron-jaune, ils poussent toujours en groupe. Psilocybe bohemica n'a pas d'odeur ou de saveur distinctive.
Son chapeau mesure 2-4 cm de diamètre et est d'abord conique avant de devenir convexe. Le chapeau est de couleur brun à brun-orangé terne et ocre-pâle  lorsqu'il est sec. Il est lisse, hygrophane, et présente des stries légèrement translucide à l'état humide mais non visqueux et sans pellicule gélatineuse séparables.
La chair est blanchâtre à crème, produisant une ecchymose bleutée lorsqu'elle est blessée.
Les spores (10-12,5 × 6-7,5 µm) sont brun-violet, ellipsoïdes, légèrement aplatis, et à parois épaisses, avec un pore germinale distinct.
Les lamelles sont d'abord marron clair, devenant brun foncé avec l'âge avec une teinte pourpre, les arêtes restantes pâle.
Le stipe tubulaire, légèrement élargi à la base, glabre, blanchâtre et de texture onctueuse présente parfois quelques restes fibrilleux blanchâtres du voile. Il est long de 4 à 10 cm avec un diamètre de 2 à 10 mm.

## Confusion possible
Cette espèce est très proche de Psilocybe cyanescens, bien que ce dernier soit farineux et ne présente pas de structure striée translucide à l'état humide.

## Habitat
Psilocybe bohemica se trouve seul ou plus souvent groupé, sur le bois bien pourri de feuillus ou conifères, sur les rameaux. On le trouve aussi parfois sur le compost, des résidus végétaux divers, dans les jardins, les parcs, sur les bords de route, dans un sol riche.

## Teneur en alcaloïdes
Les taux de psilocybine analysés chez cette espèce variaient de 0,11 % jusqu'à 1,34 % du poids sec. Le taux de baéocystine et de psilocybine est plus élevé dans les calottes du champignon.
Ces alcaloïdes expliquent les effets des champignons de cette famille sur le système nerveux central, connus depuis la publication des expériences de Roger Heim (Muséum d'histoire naturelle) sur sa propre personne vers 1956.

Les principes actifs responsables des effets psychotropes sont la psilocybine et la psilocine. On retrouve également des traces plus ou moins importantes de baéocystine et norbaeocystine.

Les psilocybes sont responsables chaque année de nombreuses hospitalisations à la suite de leur consommation volontaire ou involontaire.[réf. nécessaire]

### Effets et risques
Voir l'article détaillé champignon hallucinogène et plus particulièrement la partie effets et conséquences.

## Législation
Le ramassage, le transport et la vente de toutes les espèces de champignons contenant de la psilocybine sont interdits en France.

## Systématique
Le nom correct complet (avec auteur) de ce taxon est Psilocybe bohemica Šebek, 1975.